# Wollinghuizen
Wollinghuizen (53° 00′ N, 7° 09′ L) é uma vila dos Países Baixos, na província de Groninga. Wollinghuizen pertence ao município de Westerwolde, e está situada a 29 km, a nordeste de Emmen.
A área de Wollinghuizen, que também inclui as partes periféricas da cidade, bem como a zona rural circundante, tem uma população estimada em 40 habitantes.